# Pont de Saint-Roch (Thiers)
Le pont de Saint-Roch (ou pont de la vallée), est un pont traversant la Durolle au centre de la Vallée des usines à Thiers en Auvergne.
Il a pris le nom de la chapelle qui se situe à proximité, la Chapelle Saint-Roch.

## Situation et accès
Le pont est situé dans la vallée des usines où il jette son unique arche au-dessus de la Durolle et de la Route départementale no 45 appelée Avenue Joseph-Claussat en grande partie.

## Histoire
Avant la construction du pont, la vallée des usines était très convoitée et difficile d'accès. Le pont vient alors désengorger cette profonde vallée et la RD45. La construction débute en 1880 pour finir en 1882. Lors de la construction, de nombreux accidents auront lieu, de par la contrainte physique du chantier, mais aussi de sa situation dans une vallée au-dessus du lit de la Durolle.